# Sidoharjo (Pulung)
Sidoharjo is een bestuurslaag in het regentschap Ponorogo van de provincie Oost-Java, Indonesië. Sidoharjo telt 2801 inwoners (volkstelling 2010).